# Юнацька збірна Саудівської Аравії з футболу (U-17)
Юнацька збірна Саудівської Аравії з футболу (U-17) — національна футбольна збірна Саудівської Аравії, що складається із гравців віком до 17 років. Керівництво командою здійснює Федерація футболу Саудівської Аравії.
Головним континентальним турніром для команди є Юнацький кубок Азії, який з 2008 року розігрується серед команд з віковим обмеженням до 16 років, і успішний виступ на якому дозволяє отримати путівку на Чемпіонат світу (U-17). Також може брати участь у товариських і регіональних змаганнях.
Протягом 1980-х років брала участь у відбіркових турнірах на світову першість у форматі U-16.

## Виступи на міжнародних турнірах

### Юнацький чемпіонат світу (U-17)
| 1985   | чвертьфінали       | 6-те                            | 4                  | 2                  | 1                  | 1                  | 8                  | 4                  |                    |                    |                    |                    |                    |                    |                    |
| 1987   | груповий етап      | 9-те                            | 3                  | 1                  | 1                  | 1                  | 2                  | 1                  |                    |                    |                    |                    |                    |                    |                    |
| 1989   | переможець         | 1-е                             | 6                  | 2                  | 4                  | 0                  | 8                  | 6                  |                    |                    |                    |                    |                    |                    |                    |
| 1991   | не кваліфікувалася | не кваліфікувалася              | не кваліфікувалася | не кваліфікувалася | не кваліфікувалася | не кваліфікувалася | не кваліфікувалася | не кваліфікувалася | не кваліфікувалася | не кваліфікувалася | не кваліфікувалася | не кваліфікувалася | не кваліфікувалася | не кваліфікувалася | не кваліфікувалася |
| 1993   | не кваліфікувалася | не кваліфікувалася              | не кваліфікувалася | не кваліфікувалася | не кваліфікувалася | не кваліфікувалася | не кваліфікувалася | не кваліфікувалася | не кваліфікувалася | не кваліфікувалася | не кваліфікувалася | не кваліфікувалася | не кваліфікувалася | не кваліфікувалася | не кваліфікувалася |
| 1995   | не кваліфікувалася | не кваліфікувалася              | не кваліфікувалася | не кваліфікувалася | не кваліфікувалася | не кваліфікувалася | не кваліфікувалася | не кваліфікувалася | не кваліфікувалася | не кваліфікувалася | не кваліфікувалася | не кваліфікувалася | не кваліфікувалася | не кваліфікувалася | не кваліфікувалася |
| 1997   | не кваліфікувалася | не кваліфікувалася              | не кваліфікувалася | не кваліфікувалася | не кваліфікувалася | не кваліфікувалася | не кваліфікувалася | не кваліфікувалася | не кваліфікувалася | не кваліфікувалася | не кваліфікувалася | не кваліфікувалася | не кваліфікувалася | не кваліфікувалася | не кваліфікувалася |
| 1999   | не кваліфікувалася | не кваліфікувалася              | не кваліфікувалася | не кваліфікувалася | не кваліфікувалася | не кваліфікувалася | не кваліфікувалася | не кваліфікувалася | не кваліфікувалася | не кваліфікувалася | не кваліфікувалася | не кваліфікувалася | не кваліфікувалася | не кваліфікувалася | не кваліфікувалася |
| 2001   | не кваліфікувалася | не кваліфікувалася              | не кваліфікувалася | не кваліфікувалася | не кваліфікувалася | не кваліфікувалася | не кваліфікувалася | не кваліфікувалася | не кваліфікувалася | не кваліфікувалася | не кваліфікувалася | не кваліфікувалася | не кваліфікувалася | не кваліфікувалася | не кваліфікувалася |
| 2003   | не кваліфікувалася | не кваліфікувалася              | не кваліфікувалася | не кваліфікувалася | не кваліфікувалася | не кваліфікувалася | не кваліфікувалася | не кваліфікувалася | не кваліфікувалася | не кваліфікувалася | не кваліфікувалася | не кваліфікувалася | не кваліфікувалася | не кваліфікувалася | не кваліфікувалася |
| 2005   | не кваліфікувалася | не кваліфікувалася              | не кваліфікувалася | не кваліфікувалася | не кваліфікувалася | не кваліфікувалася | не кваліфікувалася | не кваліфікувалася | не кваліфікувалася | не кваліфікувалася | не кваліфікувалася | не кваліфікувалася | не кваліфікувалася | не кваліфікувалася | не кваліфікувалася |
| 2007   | не кваліфікувалася | не кваліфікувалася              | не кваліфікувалася | не кваліфікувалася | не кваліфікувалася | не кваліфікувалася | не кваліфікувалася | не кваліфікувалася | не кваліфікувалася | не кваліфікувалася | не кваліфікувалася | не кваліфікувалася | не кваліфікувалася | не кваліфікувалася | не кваліфікувалася |
| 2009   | не кваліфікувалася | не кваліфікувалася              | не кваліфікувалася | не кваліфікувалася | не кваліфікувалася | не кваліфікувалася | не кваліфікувалася | не кваліфікувалася | не кваліфікувалася | не кваліфікувалася | не кваліфікувалася | не кваліфікувалася | не кваліфікувалася | не кваліфікувалася | не кваліфікувалася |
| 2011   | не кваліфікувалася | не кваліфікувалася              | не кваліфікувалася | не кваліфікувалася | не кваліфікувалася | не кваліфікувалася | не кваліфікувалася | не кваліфікувалася | не кваліфікувалася | не кваліфікувалася | не кваліфікувалася | не кваліфікувалася | не кваліфікувалася | не кваліфікувалася | не кваліфікувалася |
| 2013   | не кваліфікувалася | не кваліфікувалася              | не кваліфікувалася | не кваліфікувалася | не кваліфікувалася | не кваліфікувалася | не кваліфікувалася | не кваліфікувалася | не кваліфікувалася | не кваліфікувалася | не кваліфікувалася | не кваліфікувалася | не кваліфікувалася | не кваліфікувалася | не кваліфікувалася |
| 2015   | не кваліфікувалася | не кваліфікувалася              | не кваліфікувалася | не кваліфікувалася | не кваліфікувалася | не кваліфікувалася | не кваліфікувалася | не кваліфікувалася | не кваліфікувалася | не кваліфікувалася | не кваліфікувалася | не кваліфікувалася | не кваліфікувалася | не кваліфікувалася | не кваліфікувалася |
| 2017   | не кваліфікувалася | не кваліфікувалася              | не кваліфікувалася | не кваліфікувалася | не кваліфікувалася | не кваліфікувалася | не кваліфікувалася | не кваліфікувалася | не кваліфікувалася | не кваліфікувалася | не кваліфікувалася | не кваліфікувалася | не кваліфікувалася | не кваліфікувалася | не кваліфікувалася |
| 2019   | не кваліфікувалася | не кваліфікувалася              | не кваліфікувалася | не кваліфікувалася | не кваліфікувалася | не кваліфікувалася | не кваліфікувалася | не кваліфікувалася | не кваліфікувалася | не кваліфікувалася | не кваліфікувалася | не кваліфікувалася | не кваліфікувалася | не кваліфікувалася | не кваліфікувалася |
| 2021   | не визначено       | не визначено                    | не визначено       | не визначено       | не визначено       | не визначено       | не визначено       | не визначено       | не визначено       | не визначено       | не визначено       | не визначено       | не визначено       | не визначено       | не визначено       |
| Усього | 3/19               | Найкращий результат: 1 перемога | 13                 | 5                  | 6                  | 2                  | 18                 | 11                 |                    |                    |                    |                    |                    |                    |                    |

### Юнацький кубок Азії з футболу
| Юнацький кубок Азії | Юнацький кубок Азії | Юнацький кубок Азії             | Юнацький кубок Азії | Юнацький кубок Азії | Юнацький кубок Азії | Юнацький кубок Азії | Юнацький кубок Азії | Юнацький кубок Азії |                                   | Відбір на Юнацький кубок Азії     | Відбір на Юнацький кубок Азії     | Відбір на Юнацький кубок Азії     | Відбір на Юнацький кубок Азії     | Відбір на Юнацький кубок Азії     | Відбір на Юнацький кубок Азії |
| Господар / Рік      | Раунд               | Місце                           | І                   | В                   | Н                   | П                   | Г+                  | Г-                  | І                                 | В                                 | Н                                 | П                                 | Г+                                | Г-                                |                               |
| ------------------- | ------------------- | ------------------------------- | ------------------- | ------------------- | ------------------- | ------------------- | ------------------- | ------------------- | --------------------------------- | --------------------------------- | --------------------------------- | --------------------------------- | --------------------------------- | --------------------------------- | ----------------------------- |
| 1985                | переможець          | 1-е                             | 4                   | 2                   | 1                   | 1                   | 5                   | 3                   | 3                                 | 2                                 | 1                                 | 0                                 | 3                                 | 2                                 |                               |
| 1986                | третє місце         | 3-є                             | 5                   | 3                   | 0                   | 2                   | 8                   | 3                   | кваліфікувалася як діючий чемпіон | кваліфікувалася як діючий чемпіон | кваліфікувалася як діючий чемпіон | кваліфікувалася як діючий чемпіон | кваліфікувалася як діючий чемпіон | кваліфікувалася як діючий чемпіон |                               |
| 1988                | переможець          | 1-е                             | 6                   | 5                   | 1                   | 0                   | 17                  | 3                   | 5                                 | ?                                 | ?                                 | ?                                 | ?                                 | ?                                 |                               |
| 1990                | знялася             | знялася                         | знялася             | знялася             | знялася             | знялася             | знялася             | знялася             | ?                                 | ?                                 | ?                                 | ?                                 | ?                                 | ?                                 |                               |
| 1992                | третє місце         | 3-є                             | 5                   | 2                   | 2                   | 1                   | 7                   | 5                   | кваліфікувалася як господар       | кваліфікувалася як господар       | кваліфікувалася як господар       | кваліфікувалася як господар       | кваліфікувалася як господар       | кваліфікувалася як господар       |                               |
| 1994                | груповий етап       | 6-те                            | 4                   | 2                   | 0                   | 2                   | 8                   | 4                   | ?                                 | ?                                 | ?                                 | ?                                 | ?                                 | ?                                 |                               |
| 1996                | не кваліфікувалася  | не кваліфікувалася              | не кваліфікувалася  | не кваліфікувалася  | не кваліфікувалася  | не кваліфікувалася  | не кваліфікувалася  | не кваліфікувалася  | ?                                 | ?                                 | ?                                 | ?                                 | ?                                 | ?                                 |                               |
| 1998                | не кваліфікувалася  | не кваліфікувалася              | не кваліфікувалася  | не кваліфікувалася  | не кваліфікувалася  | не кваліфікувалася  | не кваліфікувалася  | не кваліфікувалася  | 2                                 | 0                                 | 0                                 | 2                                 | 1                                 | 4                                 |                               |
| 2000                | не кваліфікувалася  | не кваліфікувалася              | не кваліфікувалася  | не кваліфікувалася  | не кваліфікувалася  | не кваліфікувалася  | не кваліфікувалася  | не кваліфікувалася  | 3                                 | 0                                 | 2                                 | 1                                 | 3                                 | 5                                 |                               |
| 2002                | не кваліфікувалася  | не кваліфікувалася              | не кваліфікувалася  | не кваліфікувалася  | не кваліфікувалася  | не кваліфікувалася  | не кваліфікувалася  | не кваліфікувалася  | 2                                 | 0                                 | 1                                 | 1                                 | 0                                 | 1                                 |                               |
| 2004                | не кваліфікувалася  | не кваліфікувалася              | не кваліфікувалася  | не кваліфікувалася  | не кваліфікувалася  | не кваліфікувалася  | не кваліфікувалася  | не кваліфікувалася  | 2                                 | 0                                 | 0                                 | 2                                 | 0                                 | 2                                 |                               |
| 2006                | чвертьфінали        | 6-те                            | 3                   | 2                   | 0                   | 1                   | 8                   | 3                   | 2                                 | 2                                 | 0                                 | 0                                 | 8                                 | 1                                 |                               |
| 2008                | чвертьфінали        | 6-те                            | 4                   | 1                   | 1                   | 2                   | 6                   | 6                   | 5                                 | 3                                 | 0                                 | 2                                 | 13                                | 7                                 |                               |
| 2010                | не кваліфікувалася  | не кваліфікувалася              | не кваліфікувалася  | не кваліфікувалася  | не кваліфікувалася  | не кваліфікувалася  | не кваліфікувалася  | не кваліфікувалася  | 4                                 | 2                                 | 1                                 | 1                                 | 3                                 | 1                                 |                               |
| 2012                | груповий етап       | 15-те                           | 3                   | 0                   | 0                   | 3                   | 1                   | 5                   | 3                                 | 1                                 | 1                                 | 1                                 | 5                                 | 3                                 |                               |
| 2014                | груповий етап       | 13-те                           | 3                   | 0                   | 2                   | 1                   | 2                   | 3                   | 3                                 | 2                                 | 1                                 | 0                                 | 4                                 | 1                                 |                               |
| 2016                | груповий етап       | 11-те                           | 3                   | 0                   | 1                   | 2                   | 6                   | 9                   | 2                                 | 2                                 | 0                                 | 0                                 | 11                                | 3                                 |                               |
| 2018                | не кваліфікувалася  | не кваліфікувалася              | не кваліфікувалася  | не кваліфікувалася  | не кваліфікувалася  | не кваліфікувалася  | не кваліфікувалася  | не кваліфікувалася  | 4                                 | 3                                 | 0                                 | 1                                 | 15                                | 2                                 |                               |
| 2020                | кваліфікувалася     | не визначено                    | 0                   | 0                   | 0                   | 0                   | 0                   | 0                   | 3                                 | 2                                 | 1                                 | 0                                 | 8                                 | 3                                 |                               |
| Усього              | 10/18               | Найкращий результат: 2 перемоги | 40                  | 17                  | 8                   | 15                  | 68                  | 44                  | 43                                | 19                                | 8                                 | 11                                | 74                                | 35                                |                               |

## Титули і досягнення
Чемпіонат світу (U-17)
- чемпіони (1): 1989

Юнацький кубок Азії з футболу
- чемпіони (2): 1985, 1988
- третє місце (2): 1986, 1992

Юнацький Арабський кубок
- чемпіони (1): 2011
- віце-чемпіон (1): 2014